# ヘルクレス座SX星
ヘルクレス座SX星（ヘルクレスざSXせい）は、ヘルクレス座の方向に位置する脈動変光星。

## 概要
SRD型の半規則型変光星で、7.9等と9.3の間を変光する。周期は変光星総合カタログでは102.90日としているが、アメリカ変光星観測者協会では103.5日としている。ヘルクレス座SX星が属するSRD型は半規則型変光星といっても赤色巨星からなるSRA型やSRB型、赤色超巨星からなるSRC型とは異なるタイプの変光星であり、スペクトル型がF型からK型の黄色巨星ないし黄色超巨星である。ヘルクレス座SX星も変光に伴いスペクトル型がG3ep-K0の間を変化する黄色い星である。但し極小期にはスペクトル型がM3になったこともある。変光星総合カタログではこの星はおおぐま座SV星とともにSRD型の代表星とされている。

## 名称
学名はSX Herculis（略称：SX Her）、ボン掃天星表の番号はBD+25°3031、ヘンリー・ドレイパーカタログの番号はHD 144921。